# Цианоакрилат

Химическая формула метил-2-цианакрилата

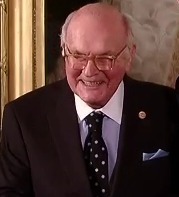
Гарри Уэсли Кувер младший, награждён в 2010 году «Национальной Медалью технологий и инноваций»

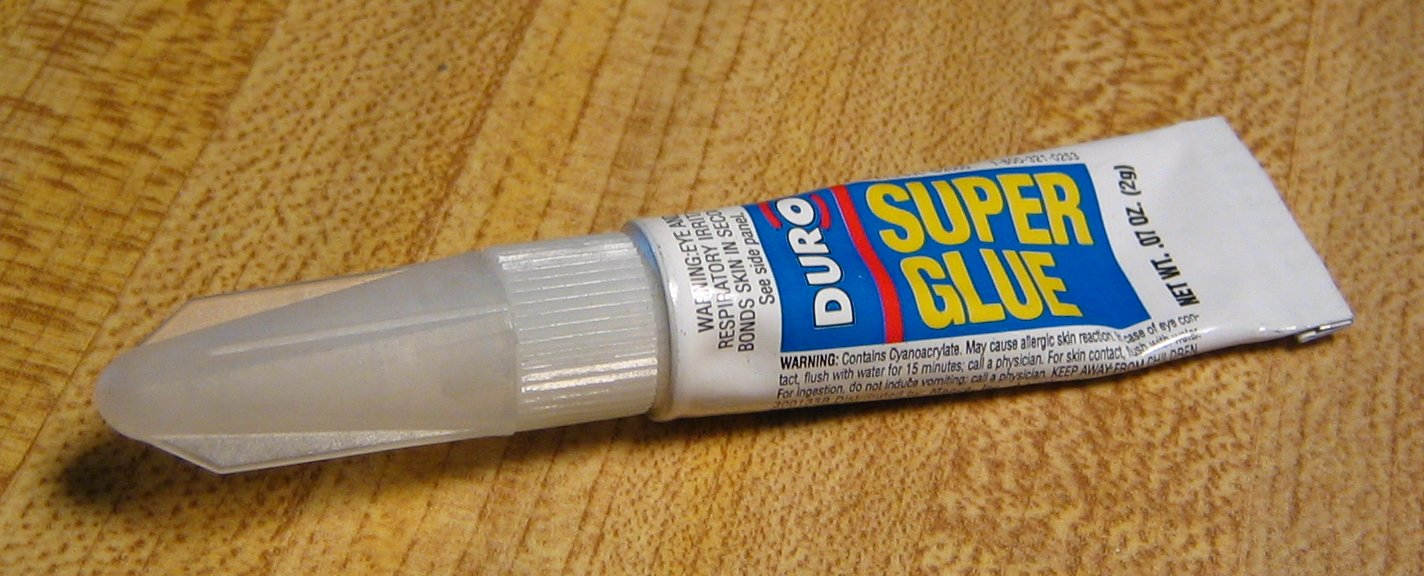
Тюбик «Суперклея»

Полимеризация метил-2-цианакрилата

Цианоакрилаты — эфиры цианакриловой кислоты, основной компонент цианоакрилатных клеев, применяемых для быстрого склеивания материалов, в том числе в быту. Химическая формула {\displaystyle CH_{2}=C(CN)COOR}.
Распространённое в быту название цианоакрилатного клея «суперклей» представляет собой перевод товарного знака Super Glue.
Этот клей впервые был получен в 1942 году во время Второй мировой войны американским химиком Гарри Кувером, работавшим в компании Eastman Kodak, в ходе экспериментов по поиску прозрачных пластиков для оптических прицелов, однако вещество из-за излишней клейкости было забраковано.
В 1951 году американские исследователи во время поисков термостойкого покрытия для кабин истребителей случайно обнаружили свойство цианоакрилата прочно склеивать различные поверхности. На этот раз Кувер оценил возможности вещества, и в 1958 году суперклей впервые поступил в продажу, «взорвав» рынок.
В СССР клей выпускался под названием «циакрин» в виде нескольких клеевых композиций (разработанных Институтом элементоорганических соединений для различных видов операций).
Клеи на основе цианоакрилатов легко выдерживают нагрузки 150 кг/см², а более совершенные — 250 кг/см². Термостойкость соединения невысока и сравнима с термостойкостью акрилового оргстекла: от 70—80 °C для обычных клеев, до 125 °C для модифицированных.

## Механизм клеящего действия
«Суперклей» представляет собой жидкий мономер какого-либо цианоакрилата (метил-, этил- и т. д.) с возможной добавкой до 10 % пластификаторов (например, дибутилфталат в клее Циакрин), активаторов (при недостаточной влажности шва), стабилизаторов, замедлителей, а также ультрадисперсного оксида кремния для загущения (гелевый суперклей); клей не содержит растворителей. 
В герметичной упаковке клей неактивен и может долго оставаться жидким, но начинает действовать при реакции с атмосферной влагой. Замедлить реакцию в бытовых условиях позволяет хранение флакона с клеем в холодильнике. 
Жидкий цианоакрилат способен к анионной полимеризации под действием слабощелочных агентов, в том числе и обычной воды. К сплошному отвердению «суперклея» в тонких слоях (в пределах 0,05—0,1 мм) приводит влага, адсорбированная на склеиваемых поверхностях или содержащаяся в приповерхностных слоях материала (чем, наряду с воздействием животных аминов, объясняется отличное склеивание пальцев). Вредное застывание массы клея при хранении в неплотно закрытой таре вызывается не испарением растворителя, как в случае нитроцеллюлозного клея или ПВА, а воздействием атмосферной влаги (как это свойственно, например, силиконовым герметикам); при производстве клей закупоривают в осушенной атмосфере. Также, по утверждению в описаниях производителей, существует механизм отверждения щелочным агентом, связанный с нейтрализацией кислотного стабилизатора.
Для работы с цианоакрилатом в толстых слоях известен любительский способ с последовательным заполнением шва пищевой содой, смачиваемой суперклеем и играющей в данном случае роль не только наполнителя, но и щелочного полимеризующего агента. Смесь твердеет почти мгновенно, образуя твёрдый, акрилоподобный, композитный материал. 
Нежелательно использовать для склеивания нагруженных деталей (к примеру, петли дисплеев ноутбуков) в силу высокой твёрдости и низкой упругости материала. Также не стоит применять в тех местах, где происходят периодические нагрев и охлаждения (клей выкрашивается). Также в качестве наполнителя можно использовать мелко размолотую штукатурку, гипс, кирпич или бетон. При этом следует принять меры безопасности из-за токсичности смеси.
Хотя первичное схватывание клея наступает за время от нескольких секунд до минуты, для окончательного набора прочности производители предписывают выдержку соединения на воздухе без рабочей нагрузки в течение нескольких (до 24) часов.

## Применение

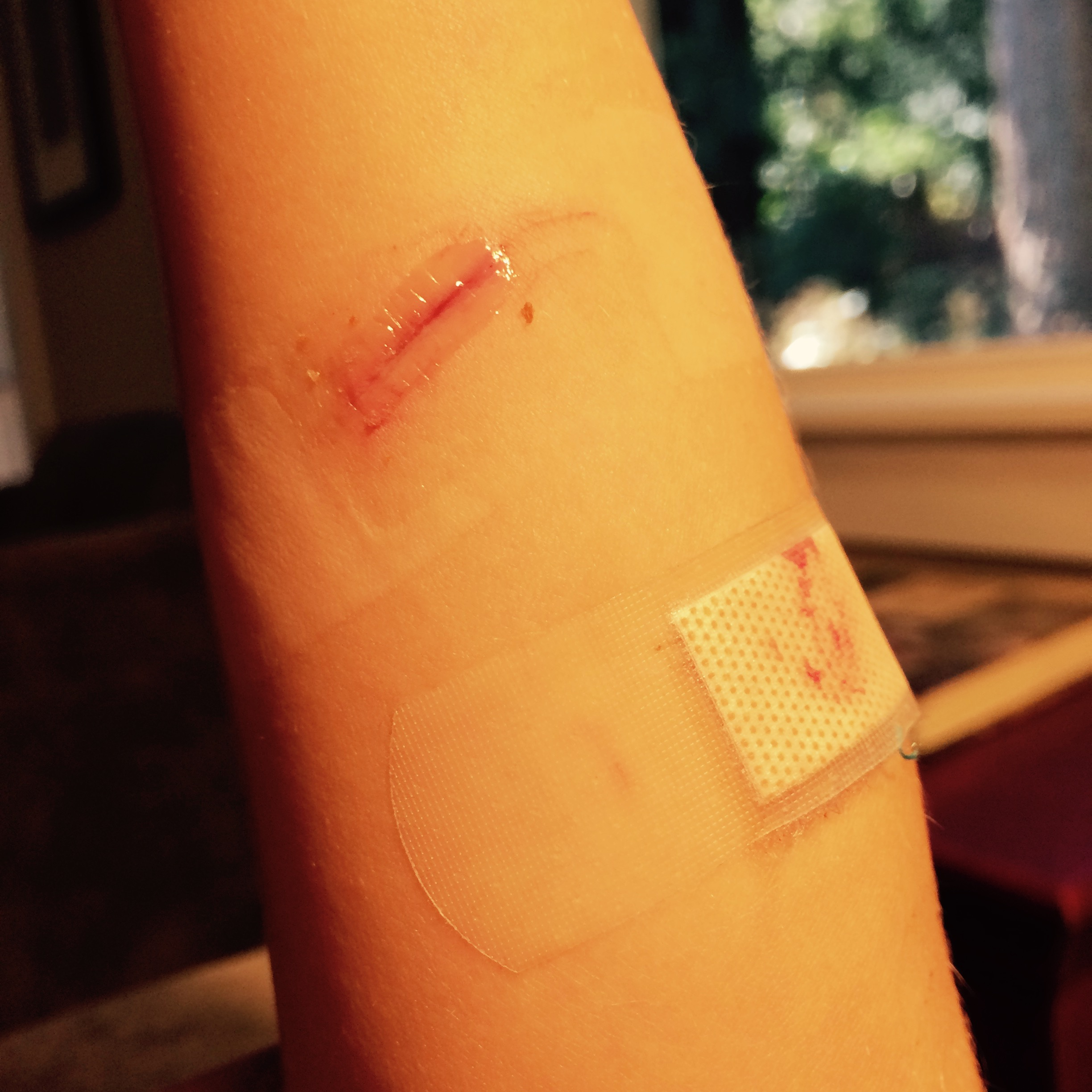
Порез на руке закрыт с помощью медицинского клея «Дермабонд» на основе цианакрилата

Цианоакрилатные клеи легко склеивают непористые и содержащие воду материалы. Схватываются менее чем за минуту, а максимальная прочность (на разрыв) достигается через несколько часов. Однако прочность клеевого соединения на сдвиг невысока, поэтому суперклей иногда применяют как резьбовой фиксатор или для крепления заготовки на токарном станке.
Октил-2-цианоакрилат — наименее ядовитый из цианоакрилатов — применяется в медицинских целях для склеивания ран и для остановки кровотечений.

## Растворимость
Метилцианоакрилат (основа наиболее распространенных и дешевых клеев) медленно растворяется в воде, этот клей не водостоек.
Этилцианоакрилат не растворяется в воде, этаноле и многих других веществах, мгновенно застывает в местах соприкосновения с ними. Растворяется в нитрометане, входящем в состав жидкостей для удаления цианоакрилатов. 

В жидком виде хорошо растворим в ацетоне. 

Хорошо растворяется ацетонитрилом.
Также, для получения клеевого шва высокой водостойкости, применяют и пропилцианоакрилат, который существенно дороже.
Цианоакрилаты хорошо растворяются под воздействием концентрированного диметилсульфоксида (ДМСО); раствор можно удалить впитывающим материалом. ДМСО, свободно продаваемый в аптеках под торговым названием «Димексид», бесследно растворяет залитый им клеевой шов за несколько часов без механических воздействий. Следует помнить, что многие виды пластмасс и полимеры впитывают ДМСО и соответствующие детали могут испортиться. Для удаления цианоакрилата также эффективно используется имеющийся в продаже удалитель клея «Секунда» — так называемый антиклей (на основе пропиленкарбоната).

## Техника безопасности
Склеивание материалов, содержащих синтетические и/или натуральные волокна, как правило, приводит к интенсивной экзотермической реакции. Высвобождаемое тепло может стать причиной ожогов. Реакция косвенно может быть использована для получения огня. Сертификат безопасности материала для цианоакрилата запрещает при работе с клеем носить хлопчатобумажную или шерстяную одежду, в особенности хлопчатобумажные перчатки.
Перманентный контакт с водой или влажной средой ведет к постепенному уменьшению прочности клеевых соединений, что стоит учесть при склеивании ответственных соединений.

## Токсичность
Пары цианоакрилата, представляющие собой мономеры, могут раздражать слизистые оболочки глаз, носа и горла, но при достаточной концентрации они моментально полимеризуются под воздействием влаги и становятся инертными. Считается, что риск может быть незначительным, если работать в хорошо проветриваемом помещении. При регулярном взаимодействии с цианоакрилатом около 5 % людей испытывают симптомы, схожие с симптомами гриппа. Цианоакрилат также может раздражать кожный покров и вызывать аллергические кожные реакции. В редких случаях вдыхание паров может вызвать астму. Для разных цианоакрилатов токсичность может существенно отличаться.